# Pogona
Pogona (o dragón barbudo) es un género de lagartos iguanios de la familia Agamidae nativa de las regiones áridas de Australia. Cuentan con espinas dispuestas en su cuello que pueden erizarse para amenazar a un contendiente o durante la época de celo. Pueden variar su color frente a diferentes estímulos como la temperatura y son buenos escaladores gustando de tomar sol no solo sobre rocas sino también sobre arbustos.

## Especies
Está conformado por las siguientes especies:
- Pogona barbata (Cuvier, 1829)
- Pogona henrylawsoni Wells & Wellington, 1985
- Pogona microlepidota (Glauert, 1952)
- Pogona minima (Loveridge, 1933)
- Pogona minor (Sternfeld, 1919)
- Pogona mitchelli (Badham, 1976)
- Pogona nullarbor (Badham, 1976)
- Pogona vitticeps (Ahl, 1926)